# Antonio Bevilacqua
Pour les articles homonymes, voir Antonio Bevilacqua (cyclisme, 1957) et Bevilacqua (homonymie).
Antonio Bevilacqua (né le 22 octobre 1918 à Santa Maria di Sala, dans la province de Venise, en Vénétie et mort le 29 mars 1972 à Mestre) est un coureur cycliste italien. Professionnel de 1940 à 1955, il a remporté Paris-Roubaix en 1951, 11 étapes du Tour d'Italie et a été deux fois champion du monde de poursuite (en 1950 et 1951) et champion d'Italie sur route en 1950. Il est décédé à 53 ans, victime d'une grave chute de bicyclette, alors qu'il entraînait deux jeunes cyclistes.

## Palmarès
- 1941
  - Turin-Bielle
- 1942
  - 2e de Milan-San Remo
  - 2e du Tour de Campanie
  - 7e du Tour de Lombardie
- 1946
  - 2e et 4ea (contre-la-montre) étapes du Tour d'Italie
  - 3e du Tour du Piémont
  - 3e de Milan-Mantoue
- 1947
  - 13e étape du Tour d'Italie
- 1948
  - 7e étape du Tour d'Italie
  - 2e du Tour de Vénétie
  - 3e de Milan-Modène
  - 3e des Trois vallées varésines
- 1949
  - 18e étape du Tour d'Italie (contre-la-montre)
  - 2e du Trophée Baracchi (avec Guido De Santi)
- 1950
  -  Champion d'Italie sur route
  - 4e et 12e étapes du Tour d'Italie
  - Milan-Vicence
  - Trois vallées varésines
  - Trophée Baracchi (avec Fiorenzo Magni)
  - 2e du Tour de Lombardie
- 1951
  - Paris-Roubaix
  - 2e et 20e étapes du Tour d'Italie
  - Tour de Vénétie
  - 3e du Tour de Romagne
  - 3e du championnat d'Italie sur route
  -  Médaillé de bronze du championnat du monde sur route
- 1952
  - Milan-Vignola
  - 3e et 20e étapes du Tour d'Italie
  - 10e du championnat du monde sur route
- 1953
  - 2e de la Coppa Bernocchi

## Résultats sur les grands tours

### Tour de France
1 participation
- 1948 : 33e

### Tour d'Italie
9 participations
- 1940 : abandon (3e étape)
- 1946 : 17e, vainqueur des 2e et 4ea (contre-la-montre) étapes,  maillot rose pendant 2 jours
- 1947 : abandon, vainqueur de la 13e étape
- 1948 : abandon, vainqueur de la 7e étape
- 1949 : 40e, vainqueur de la 18e étape (contre-la-montre)
- 1950 : 29e, vainqueur des 4e et 12e étapes
- 1951 : 26e, vainqueur des 2e et 20e étapes
- 1952 : 69e, vainqueur des 3e et 20e étapes
- 1953 : abandon
- 1954 : abandon

## Palmarès sur piste

### Championnats du monde
- Paris 1947
  -  Médaillé d'argent de la poursuite
- Amsterdam 1948
  -  Médaillé de bronze de la poursuite
- Rocourt 1950
  -  Champion du monde de poursuite
- Milan 1951
  -  Champion du monde de poursuite
- Paris 1952
  -  Médaillé d'argent de la poursuite
- Zurich 1953
  -  Médaillé de bronze de la poursuite

### Championnats nationaux
- Champion d'Italie de poursuite en 1943, 1949, 1950 et 1951